# وزارة الصحة (روسيا)
وزارة الصحة في روسيا الاتحادية.

## مهام الوزارة
- وضع وتنفيذ سياسة الدولة في مجال الرعاية الصحية;
- وضع وتنفيذ برامج الصحة الاتحادية، بما في ذلك المبادرات على مكافحة مرض السكري والسل.
- تعزيز الصحة والتثقيف الصحي والوقاية من الأمراض وما إلى ذلك ؛
- وضع مشروع قانون وتقديمه إلى مجلس الدوما;
- الإدارة الاتحادية المرافق الطبية ؛
- التعليم الطبي والقوى العاملة والتنمية ؛
- الوبائية والصحة البيئية ورصد الإحصاءات الصحية ؛
- السيطرة على الأمراض المعدية ؛
- تطوير اللوائح الصحية;
- تطوير المعايير الاتحادية وتوصيات من أجل ضمان الجودة ؛
- تطوير وتنفيذ برامج الصحة الاتحادية
- الرقابة والترخيص من المخدرات.

## وصلات خارجية
- الموقع الرسمي
 (بالروسية)
- وزارة تعليم الاتحاد الروسي (بالعربية)